# 서던 풋볼 리그
서던 풋볼리그 (Southern Football League)는 잉글랜드의 축구 리그로, 잉글랜드 축구 리그 시스템에서 7, 8부 리그에 해당한다. 이 리그에는 잉글랜드 남부 지역 및 미들랜즈 지역의 세미프로나 아마추어 팀이 참가한다. 또한 역사적인 이유 때문에 웨일스 클럽인 머서 타운 FC도 참여하고 있다.
서던 리그의 구조는 1894년에 시작되면서부터 몇번의 변화가 있어왔다. 현재 84개 팀이 디비전 단계마다 각각 22개, 20개 팀으로 나뉘어 리그에 참여하고 있다. 프리미어 디비전은 잉글랜드 축구 리그 시스템에서 7부 리그에 해당하며 내셔널리그 노스와 내셔널리그 사우스의 하위 리그이다. 프리미어 디비전 아래로 8부 리그인 디비전 원이 있으며 중부와 남부 지역으로 구분된다.

## 역사
남부 잉글랜드에서의 프로 축구는 북부보다 발전이 더디었다. 프로화는 잉글랜드 축구 협회에 의해 1885년부터 허가가 되었지만, 풋볼 리그가 설립되던 1888년에는 대부분의 참가팀이 북부와 미들랜드 팀이 주였다.
울위치 아스널 (현재의 아스널 FC)은 1891년에 프로로 전향한 최초의 런던 클럽이었다. 또한 북부와 미들랜드를 기반으로 한 풋볼 리그를 모델로 삼아 서던 리그의 세우려는 시도를 하는데 동기를 부여한 클럽이었다. 그러나 이 시도는 런던 축구 협회의 반대와 버밍엄의 남부를 대표하여 1893년에 풋볼 리그에 참여하게 되자 실패로 돌아갔다. 게다가 1892년에 서던 얼라이언스라는 아마추어 리그가 조직되어 남부지역의 7개 팀이 참여했으나, 1년 만에 중단되고 말았다.
그럼에도 불구하고, 남부 리그를 구성하려는 또다른 시도가 이번에는 성공적으로 이루어졌다. 프로와 아마추어 클럽이 참가하는 대회가 1894년에 밀월 애슬레틱 (현재의 밀월 FC)의 주도로 만들어졌다. 처음에는 단일 디비전으로 가려 하였으나 곧 두개의 디비전으로 구성하게 되어 16개 팀이 참가하였다.
서던 리그는 얼마 지나지 않아 남부 및 중부 잉글랜드에서 풋볼 리그를 제외하고 가장 유력한 축구 리그가 되었다. 1907년에는 북부의 유력 클럽인 브래드퍼드 파크 애비뉴가 서던 리그에 참가하면서 그 당시의 성인 축구에서의 위치를 잘 보여주었다. 16팀의 창립 멤버 가운데 6팀이 현재 풋볼 리그에 참가하고 있다.
그 때까지 서던 리그 클럽이었던 토트넘 홋스퍼가 1901년에 처음으로 FA컵에서 우승하였는데, 이는 논리그 (풋볼리그가 아닌 리그) 팀 가운데는 처음 있는 일이었다. 1900년과 1902년에 사우샘프턴이 결승에 오르면서 서던 리그의 힘을 보여주기도 했다.
1920년에 서던 리그의 최상위 디비전 전체가 풋볼 리그로 통합되어 풋볼 리그 3부 디비전이 되었다. 1년 후에는 풋볼 리그 디비전 3 북부가 생겨나면서 풋볼 리그 디비전 3 남부로 명칭을 변경하였다.
그 후 60년 동안 풋볼 리그와 서던 리그는 리그의 재선임 방식에 따라 제한된 수의 클럽만이 교체되었다. 1920년부터 서던 리그는 세미프로 리그로서 정착되었다.
서던 리그의 클럽들이 풋볼 리그로 진출할 수 있는 일반적 수단을 찾게 되면서 1979년에 서던 리그는 새롭게 만들어지는 풋볼 콘퍼런스의 하위 리그로 이스미언 리그, 노던 프리미어리그와 함께 들어가게 되었다. 그리고 서던 리그의 상위 몇 팀은 풋볼 콘퍼런스에 참여하게 되었다. 이렇게 콘퍼런스는 풋볼 리그의 하위 리그로 자리잡게 되었다. 2004년에 풋볼 콘퍼런스가 두개의 하위 디비전을 조직하게 되면서 서던 리그는 상위 클럽들을 내주게 되었다.
이후 18-19시즌 서던 풋볼리그 프리미어 디비전은 서던 프리미어 디비전 센트럴과 서던 프리미어 디비전 사우스로 분리되었다.

## 같이 보기
- 이스미언 리그
- 노던 프리미어리그